# Faidherbe – Chaligny (Métro Paris)

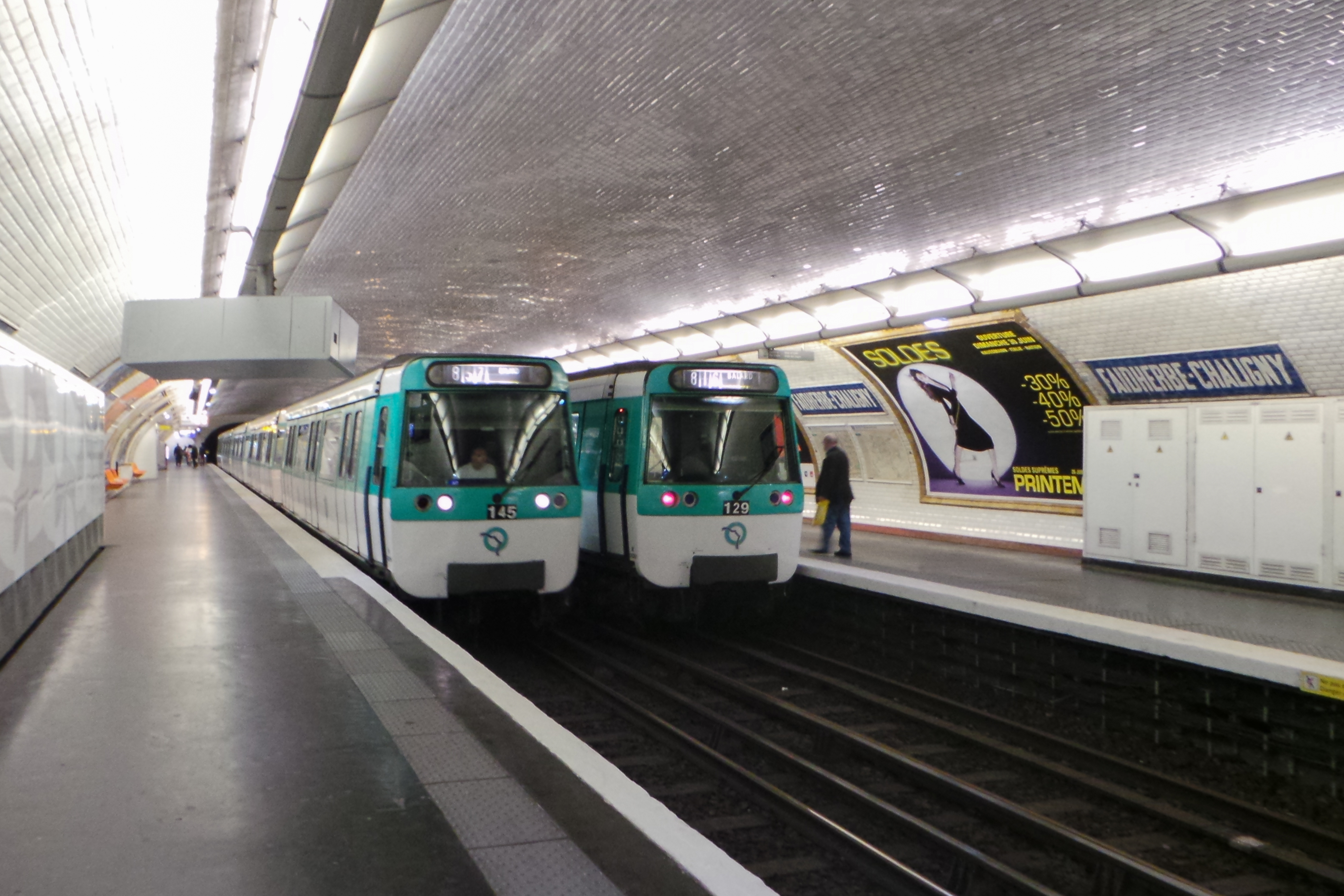
Station Faidherbe – Chaligny mit zwei Zügen der Baureihe MF 77

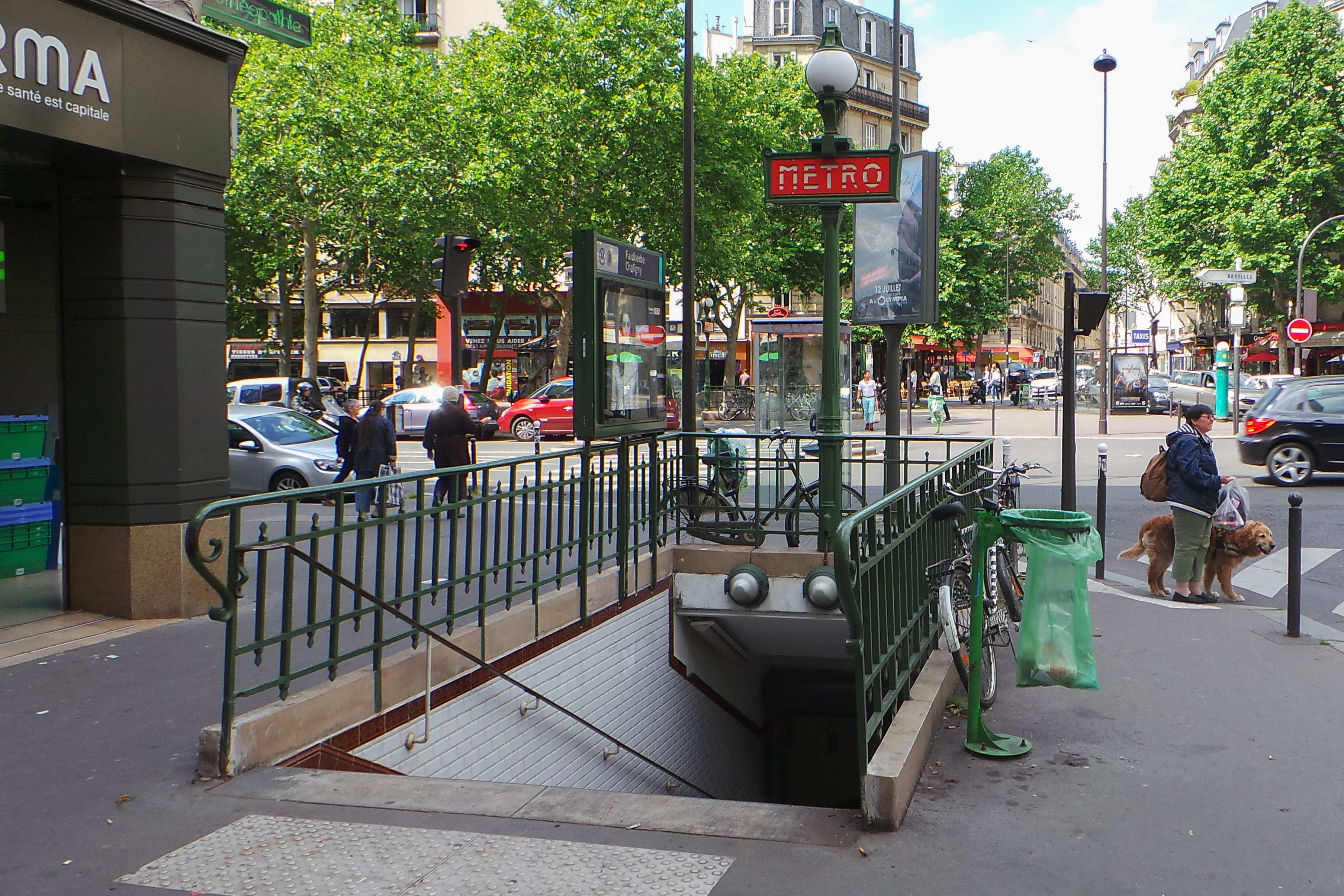
Zugang mit Art-déco-Kandelaber

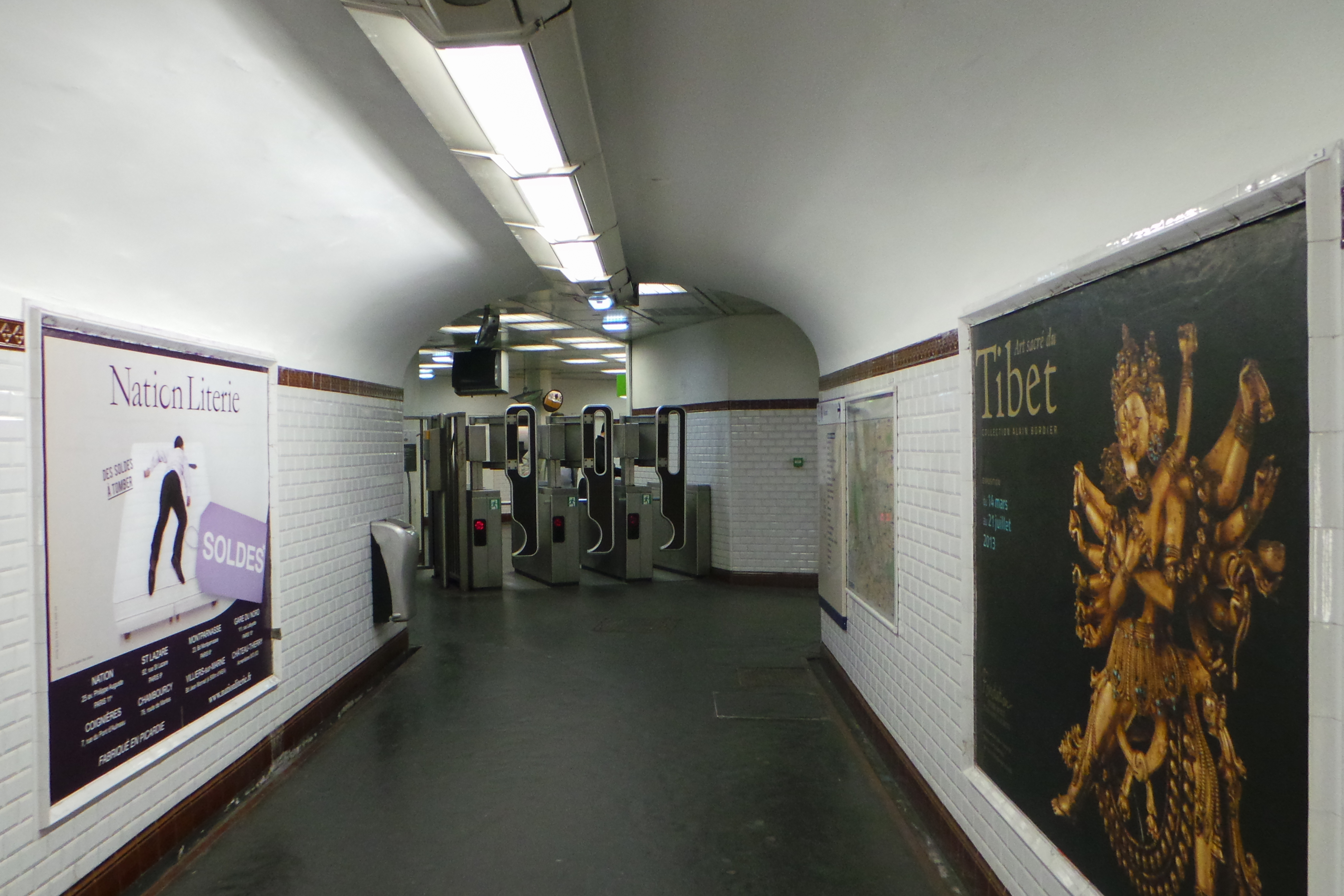
Zugangstunnel und -sperren

Faidherbe – Chaligny ist eine unterirdische Station der Linie 8 der Pariser Métro.

## Lage
Der U-Bahnhof befindet sich an der Grenze des Quartier Sainte-Marguerite im 11. Arrondissement mit Quartier des Quinze-Vingts im 12. Arrondissement von Paris. Er liegt längs unter der Rue du Faubourg Saint-Antoine westlich der Einmündung der Rue de Chaligny.

## Name
Die Station ist nach den nahen Straßen Rue Faidherbe und Rue de Chaligny benannt. Der General Louis Faidherbe (1818–1889) war Gouverneur der französischen Kolonie Senegal, im Deutsch-Französischen Krieg 1870/71 befehligte er die Nordarmee. Chaligny ist der Familienname einer lothringischen Eisengießerdynastie, deren bekanntester Vertreter Antoine Chaligny (1580–1651) die Reiterstatue des Herzogs Karl III. in Nancy schuf.

## Geschichte und Beschreibung
Die Station wurde am 5. Mai 1931 in Betrieb genommen, als zu Beginn der Kolonialausstellung im Bois de Vincennes der Abschnitt von Richelieu – Drouot bis Porte de Charenton der Linie 8 eröffnet wurde. Sie weist unter einem elliptischen, weiß gefliesten Deckengewölbe Seitenbahnsteige an zwei parallelen Streckengleisen auf und wurde mit einer Länge von 105 m errichtet, um Sieben-Wagen-Züge aufnehmen zu können.
Die drei Zugänge sind durch je einen von Adolphe Dervaux im Stil des Art déco entworfenen Kandelaber, der den Schriftzug METRO trägt, markiert.

## Fahrzeuge
Während der Kolonialausstellung im Jahr 1931 verkehrten an der Station Sieben-Wagen-Züge der Bauart Sprague-Thomson, später wurden die Zuglängen auf fünf Wagen verkürzt. Von 1975 an kamen MF-67-Züge auf die Linie 8, die ab 1980 durch die Baureihe MF 77 ersetzt wurden.